# Christopher Simpson
Christopher Simpson (nascut entre 1602 i 1606, i mort el 1669) fou un músic anglès, instrumentista i compositor, principalment associat a la música per a viola de gamba.
Publicà: The division violist, or an introduction tothe playing upon a ground (1659; 3.ª ed., 1712); The principles of practical musick (1665) i nombroses edicions successives.